# Глутамінова кислота
Глутамі́нова кислота́ (α-аміноглутарова кислота; Glu, E) — аліфатична α-амінокислота, яка використовується майже всіма живими істотами в біосинтезі білків. Це неосновна поживна речовина для людини, тобто людський організм може синтезувати достатню кількість для її використання. Це також найпоширеніший збуджуючий нейромедіатор у нервовій системі хребетних. Він служить попередником для синтезу гальмівної гамма-аміномасляної кислоти (ГАМК) у ГАМК-ергічних нейронах.
Зустрічається у всіх організмах у вільному вигляді (в плазмі крові разом з глутаміном становить близько 1/3 всіх вільних амінокислот) та у складі білків. Була вперше виявлена у глютені пшениці, через що і отримала свою назву.
In vivo глутамінова кислота синтезується із α-оксоглутарової кислоти - проміжного продукту циклу Кребса.

## Історія
Речовина була відкрита та ідентифікована в 1866 році німецьким хіміком Карлом Генріхом Ріттхаузеном, який обробив пшеничну клейковину (за якою вона була названа) сірчаною кислотою. У 1908 році японський дослідник Кікунае Ікеда з Токійського Імперського університету ідентифікував коричневі кристали, що залишилися після випаровування великої кількості бульйону комбу, як глутамінову кислоту. Коли спробувати ці кристали, вони відтворювали невимовний, але незаперечний смак, який він відчував у багатьох продуктах харчування, особливо в морських водоростях. Професор Ікеда назвав цей смак умамі. Потім він запатентував метод масового виробництва кристалічної солі глутамінової кислоти, глутамату натрію.

## Нейромедіатор
Глутамат бере участь в активації нервової діяльності. Глутамат є основним збуджуючим нейромедіатором мозку. Він важливий для навчання та пам'яті, а також для регулювання настрою.

## Харчова промисловість
Глутамінова кислота (харчова добавка E620) та її солі (глутамат натрію Е621, глутамат калію Е622, диглутамат кальцію Е623, глутамат амонію Е624, глутамат магнію Е625) використовуються як підсилювачі смаку в багатьох харчових концентратах і консервах.

### Книги
- Фармацевтична хімія : [арх. 11 березня 2021] : підручник / ред. П. О. Безуглий. — Вінниця : Нова Книга, 2008. — С. 157—160. — 560 с. — ISBN 978-966-382-113-9.
- Basic Neurochemistry: Molecular, Cellular and Medical Aspects (8th ed.) / Edited by Scott T. Brady, George J. Siegel et al. — Academic Press, 2012. ISBN 978-0-12-374947-5 (С.?)
- Neuroproteomics (2nd ed.) / Li, Ka Wan. — New York, NY; 2019. ISBN 978-1-4939-9662-9. (С.?)
- Molecular biology of the cell (6th ed) / Alberts B. Johnson A. Lewis J. Morgan D. Raff M. C. Roberts K. Walter P. Wilson J. H. & Hunt T. Garland Science Taylor and Francis Group, 2015. (С.?)
- From Molecules to Networks An Introduction to Cellular and Molecular Neuroscience. / John H. Byrne, Ruth Heidelberger and M. Neal. Academic Press, 2014. ISBN 978-0-12-397179-1 (С.?)
- Principles of neural science (6th ed.) / Kandel, E. R., Schwartz, J. H., & Jessell, T. M. McGraw-Hill, Health Professions Division, 2019. (С.?)
- The synaptic organization of the brain / Gordon M. Shepherd. Oxford ; New York :Oxford University Press, 2003. ISBN 978-0195159561 (С.?)

### Журнали
- Journal of Neurochemistry[відсутнє в джерелі]
- Neurochemistry International[відсутнє в джерелі]
- Nature: Neuropsychopharmacology[відсутнє в джерелі]
- NeuroPharmacology[відсутнє в джерелі]
- Molecular Neurobiology[відсутнє в джерелі]
- Neuron[відсутнє в джерелі]
- Journal of Neuroscience[відсутнє в джерелі]
- Nature: Neuroscience[відсутнє в джерелі]
- Nature Reviews: Neuroscience[відсутнє в джерелі]
- Cell: Trends in Neurosciences[відсутнє в джерелі]